# Bartłomiej Michalak
Bartłomiej Michalak (ur. 1980) – polski politolog, doktor habilitowany nauk społecznych, nauczyciel akademicki Uniwersytetu Mikołaja Kopernika w Toruniu, specjalności naukowe: systemy wyborcze, partie i systemy partyjne.

## Życiorys
W 2007 na podstawie napisanej pod kierunkiem Romana Bäckera rozprawy pt. Partie protestu w zachodnioeuropejskich systemach partyjnych. Analiza porównawcza uzyskał na Wydziale Humanistycznym Uniwersytetu Mikołaja Kopernika w Toruniu stopień naukowy doktora nauk humanistycznych w dyscyplinie nauki o polityce specjalność partie i systemy partyjne. W 2014 na Wydziale Politologii i Studiów Międzynarodowych tej samej uczelni uzyskał stopień doktora habilitowanego nauk społecznych w dziedzinie nauki o polityce.
Został adiunktem na Wydziale Nauk o Polityce i Bezpieczeństwie UMK w Instytucie Nauk o Polityce, był prodziekanem tego wydziału. Został także dyrektorem Instytutu Nauk o Polityce wydziału.
W 2017 objął stanowisko profesora nadzwyczajnego UMK. W 2024 został dziekanem WNoPiB.